# Milan Ćirković
Milan M. Ćirković (Belgrado, 11 de marzo de 1971) es un astrónomo, astrofísico, investigador, científico, filósofo, autor y traductor de libros de ciencia serbio. 

## Trayectoria
Es maestro en Ciencias de la Tierra y del Espacio y doctor en Física de la Universidad Estatal de Nueva York. Además es bachiller universitario en ciencias de la Universidad de Belgrado.
Ha trabajado en los campos de la Astrobiología, zona de habitabilidad, la historia y la filosofía de la ciencia y en el futuro de la humanidad, donde también fue coautor con Nick Bostrom. Su contribución en los Riesgos catastróficos globales «fue valorada positivamente y presentada en numerosas revistas científicas internacionales». Un enfoque de su trabajo es la paradoja de Fermi, para la cual ha discutido críticamente soluciones existentes y también propuestas novedosas. Ćirković ha sido uno de los máximos proponentes de la inteligencia extraterrestre.
Es profesor investigador del Observatorio Astronómico de Belgrado, también está asociado al Future of Humanity Institute de la Universidad de Oxford. Miembro oficial del Center for the Study of Bioethics. Ha escrito más de 200 artículos científicos, además ha traducido varios libros. Varios de sus artículos de investigación reposan en bases de datos internacionales como PhilPapers, también ha escrito artículos para diversas revistas científicas como Monthly Notices of the Royal Astronomical Society, Physics Letters, The Philosophical Quarterly, Foundations of Physics, New Astronomy, entre otras.

## Trabajos
- Bostrom, Nick; Ćirković, Milan M. (2011). Global catastrophic risks. Oxford University Press. ISBN 978-0199606504.
- Ćirković, Milan M. (2018). The Great Silence: Science and Philosophy of Fermi’s Paradox. Oxford: Oxford University Press. ISBN 978-0199646302.
- Ćirković, Milan M. (2012). The Astrobiological Landscape: Philosophical Foundations of the Study of Cosmic Life. Cambridge University Press. ISBN 9780521197755.